# Allophryne resplendens
Az Allophryne resplendens  a kétéltűek (Amphibia) osztályába, a békák (Anura) rendjébe, valamint az  Allophrynidae családba tartozó faj.

## Előfordulása
Az Allophryne resplendens újonnan felfedezett faj, a nem többi tagjával ellentétben, melyek az Amazonas-medencében honosak, Peru esőerdeiben figyelték meg.

## Megjelenése
Az Allophryne resplendens közepes méretű békafaj. Hátát és oldalát nagy méretű élénk fényes foltok tarkítják, ezek többsége sárga színű. Testének alsó fele a tenyerek kivételével fekete, nagy méretű élénk színű foltokkal. A nőstények hátán nagyobb számban fordulnak elő az élénk foltok.